# Losar de la Vera
Losar de la Vera (extremadurai nyelven El Losal, asztur-leóni nyelven Losal) település Spanyolországban, Cáceres tartományban. Losar de la Vera Navalonguilla, Viandar de la Vera, Talaveruela de la Vera, Valverde de la Vera, Talayuela, Jarandilla de la Vera, Robledillo de la Vera, Guijo de Santa Bárbara, Tornavacas és Puerto Castilla községekkel határos. Lakosainak száma 2805 fő (2024).

## Népesség
A település népessége az elmúlt években az alábbi módon változott:
| Lakosok száma | 3203 | 3154 | 3026 | 2966 | 2910 | 2846 | 2813 | 2699 | 2658 | 2805 |
|               | 2001 | 2004 | 2006 | 2009 | 2011 | 2014 | 2016 | 2019 | 2021 | 2024 |